# Valentino Fioravanti
Valentino Fioravanti (11. září 1764, Řím - 16. června 1837, Capua), byl italský hudební skladatel. Proslul zejména jako skladatel buffo-oper.

## Život
Valentino Fioravanti pocházel z Říma. Nejprve studoval literaturu a umění, hudbě se začal věnovat až později. Studoval zpěv u Toscaneliho, který byl zpěvákem v bazilice sv. Petra, a kontrapunkt u skladatele Giuseppe Jannaconiho. Kompozici studoval v Neapoli. Od roku 1781 byl dirigentem v několika římských divadlech. Jeho první známou jevištní prací bylo intermezzo Le avventure di Bertoldino uvedené patrně v roce 1784. Po něm následovala celá řada operních komedií. Prvního velkého úspěchu dosáhl operou Gl’inganni fortunati, která měla premiéru 1788 v Neapoli. Během následujících deseti let zkomponoval celou řadu oper pro Řím, Neapol, Florencii a Benátky. Jeho nejslavnější opera Le cantatrici villane byla uvedena na scénu rovněž v Neapoli roku 1799.
Následovaly úspěchy v zahraničí. Po úspěšném provedení opery Camila v Lisabonu se stal hudebním ředitelem lisabonského divadla San Carlos. Zde pracoval až do roku 1807. Mezitím pronikl na jeviště dalších evropských divadel. S obrovským úspěchem se setkala opera I virtuosi ambulanti ze života kočovného operního divadla. V Londýně byla hrána pod názvem La virtuosa in puntiglio a stala se jednou z mála Fioravantiho oper, které jsou dones živé (viz ukázky).
V roce 1816 Fioravanti vystřídal Jannacconiho ve funkci maestro di cappella Sixtinské kaple ve Vatikánu. V tomto období zkomponoval velké množství duchovních skladeb (mší, motet, miserere, Stabat Mater apod.). Nadále však komponoval i komické opery. Poslední z jeho 77 jevištních děl byla opera Ogni eccesso e vizioso uvedená v Neapoli roku 1824. Poté se až do své smrti věnoval pouze chrámové a komorní hudbě.
Zemřel 16. června 1837 na cestě z Capuy do Neapole, kde hodlal žít na odpočinku u svého syna Vincenza. Byl milován nejen obecenstvem, ale velké úcty se dožil i u svých skladatelských současníků. Velmi si ho vážil Cimarosa a Gioacchino Rossini považoval jeho dílo za vrchol opery-buffo.
Významným hudebním skladatelem se stal i jeho syn Vincenzo (1799-1877). Je autorem 35 oper.

## Opery (výběr)
- Le avventure di Bertoldino, ossia La dama contadina (1784 Řím)
- La fuga avventurosa, ossia I viaggiatore ridicoli (1787 Řím)
- Gl'inganni fortunati (1788 Neapol)
- Il fabbro parigino, ossia La schiava fortunata (1791 Řím)
- La famiglia stravagante (1792 Řím) (hráno také pod názvy: Gli amanti comici nebo La famiglia in disordine)
- L'astuta in amore, ossia Il furbo malaccorto (1795 Neapol)
- Le cantatrici villane (1799 Neapol) (Die Dorfsängerinnen)
- Il ciabattino incivilito, ossia Il furbo contro il furbo (1796 Benátky)
- Il villano in angustie (1801 Neapol)
- Camilla, ossia La forza del giuramento (1801 Lisabon)
- Le virtuose ridicole (1801 Benátky) [rev. Le cantatrici villane]
- La capricciosa pentita, ossia La capricciosa ravveduta ([[1802]] Milán)
- I virtuosi ambulanti (1807 Paříž)
- Raoul, signore di Créqui (1811 Neapol)
- Adelaide e Comingio (1817 Neapol)
- Gli amori di Adelaide e Comingio
- Adelaide maritata e Comingio pittore
- Adelaide e Comingio romiti, ossia La moret di Adelaide
- La contessa di Fersen, ossia La moglie di due mariti (1817 Řím)
- La molinara
- Ogni eccesso è vizioso
- + 57 dalších

## Ukázky z díla
- Sono amabil (I Virtuosi ambulanti)
- I virtuosi ambulanti – Terzetto